# Ext JS
Ext JS е AJAX фреймуърк. Първоначално възниква като разширение за Yahoo! User Interface Bibliothek (YUI) под името yui-ext. Но с нарастването на възможностите и популярността си става отделна Ext библиотека.
До версия 1.1 се нуждае от външен JavaScript-фреймуърк: Prototype/Scriptaculous, YUI или jQuery, но от версия 1.1 функционира изцяло със самостоятелни библиотеки. Актуалната стабилна версия е 6.0.